# Грб Урошевог царства према илирским грбовницима
Грб Урошовог царства или грб цара Стефана Уроша је грбовна композиција настала током XVII вијека у илирској хералдици, а која у великој мјери подсјећа на претходни грб цара Душана.
То је такође грбовна композиција на којој су приказани стварни или приписани грбови Македоније (Macedoniae), Славоније (Slavoniae), Босне (Bosnae), Бугарске (Bvlgariae), Далмације (Dalmatie), Србије (Svrbiae), Хрватске (Crovatiae), Рашке (Rasciae) и Приморја (Primordiae), те династички грбови Немањића и Косача. Грб Стефана Уроша садржи и плашт (унутар грба), а цијела композиција је украшена царском круном Немањића (понегдје је приказана краљевска круна Немањића/Котроманића) и царским ланцем са медаљоном.
Како се ова грбовна композиција повезује са именом другог српског цара, Стефана Уроша Нејаког, композиција се такође назива и грб Српског царства.

## Опис грба

### Челенка грба
| Круна | Значење      | Опис                                                               | Круна | Значење         | Опис                                                             |
| ----- | ------------ | ------------------------------------------------------------------ | ----- | --------------- | ---------------------------------------------------------------- |
|       | Царска круна | Царска круна Немањића Највећа владарска инсигнија Српског царства. |       | Краљевска круна | Краљ. круна Немањића Највећа влад. инсигнија Српског краљевства. |